# هالیچاران نارزاری
هالیچاران نارزاری (انگلیسی: Halicharan Narzary؛ زادهٔ ۱۰ مهٔ ۱۹۹۴) بازیکن فوتبال اهل هند است.
از باشگاه‌هایی که در آن بازی کرده‌است می‌توان به باشگاه فوتبال دمپو، اشاره کرد.
وی همچنین در تیم‌های ملی فوتبال India U19 و تیم ملی فوتبال زیر ۲۳ سال هند و هند بازی کرده‌است.